# Большое Тризново
Большое Тризново — деревня в Щёкинском районе Тульской области. Входит в состав Крапивенского муниципального образования.

## География
Деревня расположена в центральной части области на расстоянии примерно в 27 километрах по прямой к западу-юго-западу от районного центра Щёкина.
Часовой пояс
Деревня Большое Тризново как и вся Тульская область, находится в часовой зоне МСК (московское время). Смещение применяемого времени относительно UTC составляет +3:00.

## Население
| 2010 |
| ---- |
| 6    |

Национальный состав
Согласно результатам переписи 2002 года, в национальной структуре населения русские составляли 100 % из 10 чел..